# Pyronine
Pyronine ist die Sammelbezeichnung für kationische Xanthenfarbstoffe, die sich von 3,6-Bis(dialkylamino)xanthenen ableiten. Heutzutage haben sie bis auf Pyronin G keine technische Bedeutung mehr.

## Vertreter
Zu den kationischen Xanthenfarbstoffen gehören zum Beispiel Pyronin G und Pyronin B.

Pyronin G
Pyronin B

## Verwendung
Pyronin G wird zusammen mit Methylgrün in der Mikroskopie, bei der Unna-Pappenheim-Färbung eingesetzt. Dieses sowie auch Pyronin B können auch als Laserfarbstoffe benutzt werden.

## Herstellung
Ein Pyronin wird erhalten, indem zunächst Formaldehyd mit N-alkylierten Derivaten des 3-Aminophenols umgesetzt wird. Anschließend wird die erhaltene Leukoverbindung durch Oxidation mit Salpetriger Säure und unter Wasserabspaltung, zum Pyronin cyclisiert.